# Laetitia Siegelaar
Laetitia Siegelaar (ur. 30 grudnia 1983 w Haarlem) – holenderska wioślarka.

## Osiągnięcia
- Mistrzostwa Europy – Poznań 2007 – ósemka – 6. miejsce[1].